# Atajate (kommunhuvudort)
Atajate är en kommunhuvudort i Spanien.   Den ligger i provinsen Provincia de Málaga och regionen Andalusien, i den södra delen av landet, 400 km söder om huvudstaden Madrid. Atajate ligger 739 meter över havet och antalet invånare är 170.
Terrängen runt Atajate är huvudsakligen kuperad, men västerut är den bergig. Runt Atajate är det glesbefolkat, med 8 invånare per kvadratkilometer. Närmaste större samhälle är Ronda, 13,3 km nordost om Atajate. I omgivningarna runt Atajate växer i huvudsak blandskog.